# Sljudjanskij rajon
Lo Sljudjanskij rajon (in russo Слюдянский район?) è un rajon dell'Oblast' di Irkutsk, nella Russia asiatica; il capoluogo è Sljudjanka. Istituito nel 1966, ricopre una superficie di 5.3011,1 chilometri quadrati e ospita una popolazione di circa 42.000 abitanti.